# Axel Ståhle
Axel Ståhle   (Helsingborg, 1 de febrer de 1891 - Malmö, 21 de novembre de 1987) va ser un genet i militar suec que va competir durant la 1920.
El 1924 va prendre part en els Jocs Olímpics de París, on va disputar dues proves del programa d'hípica. En el concurs de salts d'obstacles per equips, formant equip amb Åke Thelning i Åge Lundström, guanyà la medalla d'or, mentre en el concurs de salts d'obstacles individual fou setè. En ambdues proves muntà el cavall Cecil.